# Gongak
Gongak (persiska: گنگک, كوينگَك, گَنگَك) är en ort i Iran.   Den ligger i provinsen Zanjan, i den nordvästra delen av landet, 250 km väster om huvudstaden Teheran. Gongak ligger 1 833 meter över havet och antalet invånare är 431.
Terrängen runt Gongak är varierad. Runt Gongak är det ganska tätbefolkat, med 86 invånare per kvadratkilometer. Närmaste större samhälle är Zāghej, 19,1 km sydväst om Gongak. Trakten runt Gongak består i huvudsak av gräsmarker.